# 盘古大观
39°59′19″N 116°22′50″E / 39.98861°N 116.38056°E
盘古大观（Pangu Plaza）位于中华人民共和国北京市朝阳区北四环中路27号，紧邻北京奥林匹克公园，鸟巢和水立方，周围还有北京市朝阳外国语学校、中日友好医院等著名机构，建筑“火炬”式的主楼（A座）的高度达到191.65米，曾出现在电影《变形金刚4》中国取景的镜头中。美国IBM公司的中国区总部于2010年进驻盘古大观，并在A座的塔顶悬挂起了标志。盘古大观是一个集辦公室、国际公寓、酒店和商业龙廊于一体的房地产项目，盘古七星酒店位于其中，酒店内部设有健身会所、法式餐厅、日式料理餐厅、以及空中酒廊。

## 历史

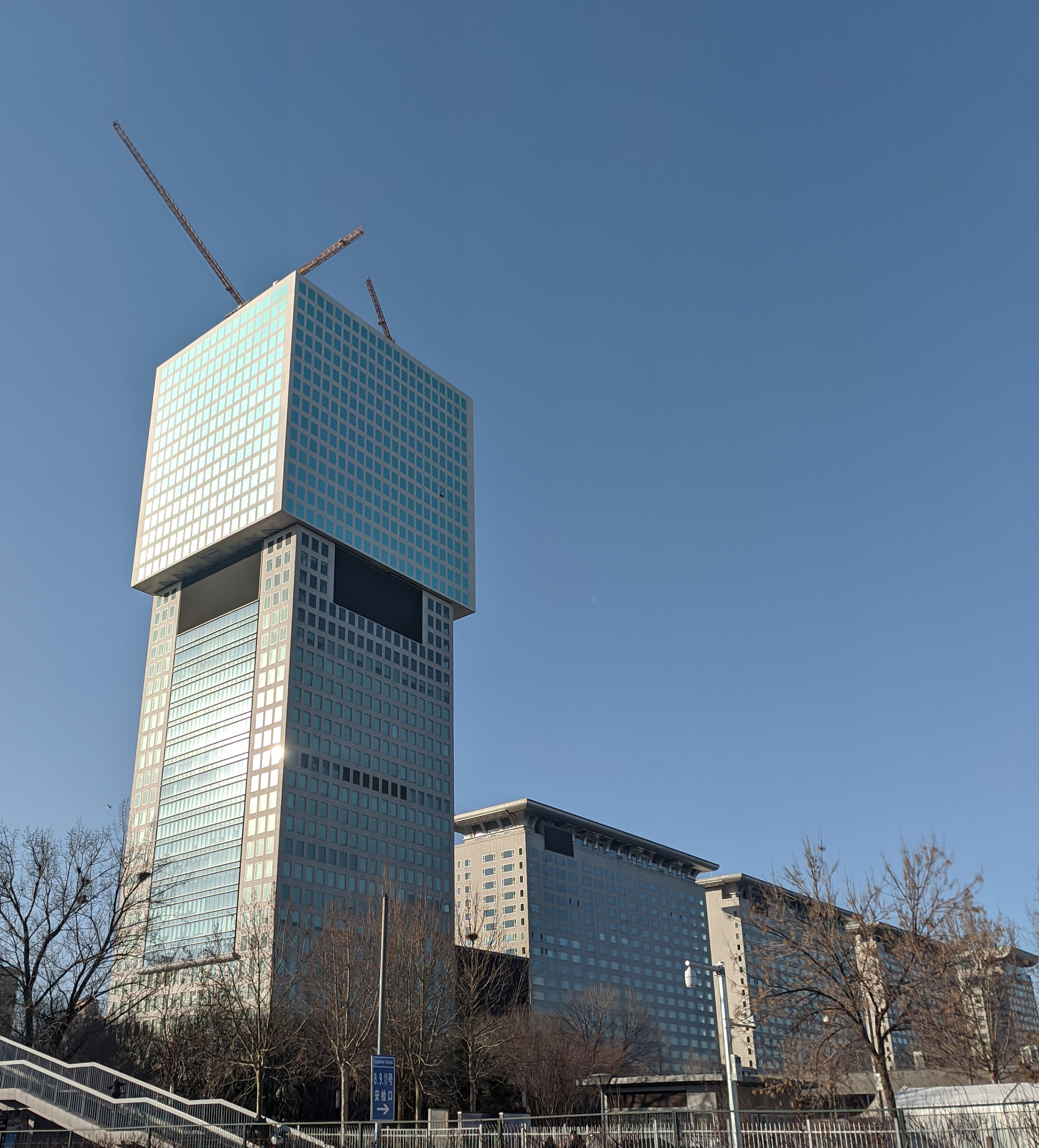
2022年2月时正在进行改造工程的盘古大观

由郭文貴成立的北京盘古氏投资有限公司是盘古大观的投资商，开盘时间为2007年9月。盘古大观于2008年8月北京奥运会开幕之际接待客人入住。
2013年10月16日，最北侧的盘古大观E座“盘古七星酒店”发生火灾。
2021年9月，「盘古大观」其“龙首”启动改造。

## 建筑
盘古大观共有A座至E座五座楼，其中A座最高，为标志性建筑。A座为写字楼；B、C、D座为国际公寓“盘古七星公馆”，E座为“盘古七星酒店”。据中国媒体财新网报道，郭文贵钟爱四合院，于是盘古大观三座公寓楼的顶部都加建了两层坡屋顶复合式四合院，共有12组。后来北京市规划委认为这些都是违章建筑，但最后这些加盖的四合院又被认定为合法建筑。

## 延伸阅读
- 扳倒刘志华重夺盘古大观，《参考消息》，2015-03-24